# Seitai
Il seitai (整体) è una pratica di salute con molteplici origini formalizzata da Haruchika Noguchi (1911-1976) in Giappone intorno alla metà del XX secolo. Il termine significa "corpo posizionato correttamente".

## Storia
Haruchika Noguchi, inizialmente guaritore, ha studiato in modo autodidatta molti metodi terapeutici orientali e occidentali. Tuttavia, negli anni Cinquanta, a quasi quarant'anni, decise di abbandonare l'approccio terapeutico. Itsuo Tsuda, scrittore e filosofo suo allievo, descrive così questo cambiamento di prospettiva:
"Quando [H. Noguchi] curava lo stomaco debole, il paziente iniziava a mangiare a dismisura e tornava a casa con un mal di fegato. Semplice trasferimento della malattia. La gente si lasciava andare a degli eccessi senza tener conto delle esigenze del proprio organismo, con l'idea che fosse sufficiente tornare da lui per rimettere tutto a posto. Diventava il riparatore degli errori commessi dai suoi clienti. Si era stabilita una relazione di dipendenza. Quando era via per un viaggio, i suoi clienti non trovavano nulla di meglio da fare che essere preoccupati ed ammalarsi. Nel tentativo di rimuovere le stampelle, lui stesso era diventato un'altra stampella, più grande questa volta. Fu allora che arrivò al concepimento del Seitai. Affinché le persone possano camminare con i propri piedi, bisogna insegnare loro come usare il proprio corpo."

## Principio
Il Seitai si basa sul postulato stabilito da Haruchika Noguchi che il corpo ha una naturale capacità di riequilibrarsi per garantire il suo corretto funzionamento. Al contrario, il corpo perderebbe questa capacità di riequilibrarsi se utilizzato male, si desensibilizzerebbe o diventerebbe apatico. Lo scopo del Seitai è di ripristinare questa sensibilità e queste capacità di autoregolazione. Secondo Haruchika Noguchi, a furia di cercare di rendersi la vita più facile o di cercare di proteggersi per rimanere in buona salute, il corpo si indebolisce:
"Tutti gli animali vivono prendendo i cambiamenti esterni come stimoli, adattandosi a loro. Adattarsi significa vivere cambiando la forma o le funzioni del corpo per adattarsi all'ambiente. Solo l'essere umano considera sano vivere adattando l'ambiente ai suoi bisogni. Per questo motivo, è costantemente impegnato a cambiare questo ambiente. Per arrivare prima, sono venuto in macchina e non a piedi, ma se lo facciamo diventare una comodità quotidiana, le nostre gambe si indeboliranno gradualmente e poiché si indeboliranno, faremo più sforzi per evitare di camminare. C'è il cibo: abbiamo trovato il modo di renderlo più digeribile bollendolo o arrostendolo e condendolo. Ma ora, se non arrostisci o fai bollire questi cibi, trovi difficile mangiarli e se il cibo non è molto digeribile, lo stomaco lo trova troppo difficile; lo stomaco si è adattato a questa situazione [...] Quindi ogni volta che adattiamo l'ambiente a noi stessi, sorge la necessità di apportare nuovi miglioramenti e diventiamo ancora più deboli. [...] Non è perché abbiamo perso questa facoltà naturale che il corpo diventa debole, ma proprio perché la possediamo.”
Secondo questo punto di vista, la salute è considerata in modo particolare: la malattia sarebbe solo il sintomo di un corpo che sta cercando di ripristinare il suo equilibrio, e diventerebbe cronica quando le risorse per ripristinare la salute verrebbero a mancare o sarebbero ostacolate. Haruchika Noguchi ne parlava in questi termini: "Se sei ferito, fa male, vero? Se fa male è che le forze del corpo si riuniscono, i legami attraverso il corpo vengono attivati e la ferita viene riparata. Il dolore, la febbre alta e la diarrea sono tutte attività di recupero."

## Metodi e pratiche

### Seitai soho
Seitai Soho (整体 操法?) (o tecnica Seitai) è un intervento che ha per scopo di aiutare il corpo di un individuo a ritrovare la propria vitalità, permettendogli così di riequilibrarsi da solo. Questo intervento deve essere specifico e adattato a ciascun individuo e solo gli esperti formati presso l'Istituto Seitai Kyokai di Tokyo sono in grado di effettuarlo. A seconda della situazione, questi ultimi possono anche proporre specifici esercizi del corpo (体操 Taiso) che permettono di stimolare le reazioni naturali del corpo. Questi Taiso possono essere fatti dalla persona stessa, e in alcuni casi con l'aiuto di un partner.

### Katsugen undo
Il Katsugen undō (活 元 運動?) (o "Movimento rigeneratore" come tradotto da Itsuo Tsuda) è descritto da Haruchika Noguchi come un esercizio del sistema motore extrapiramidale (cioè i circuiti neurali responsabili delle capacità motorie involontarie, come i riflessi e il controllo della postura): "Il corpo umano è dotato di una facoltà naturale che riadatta la sua condizione. Questa facoltà -lui lo specificherà in seguito- rientra nell'ambito del sistema motorio extrapiramidale." Questa pratica è stata riconosciuta dal Ministero dell'Educazione giapponese, ora Ministero dell'Educazione, della Cultura, degli sport, della scienza e della tecnologia.
Yūsuke Noguchi, figlio di Haruchika Noguchi e che è stato responsabile tecnico dell'Istituto Seitai fino alla sua scomparsa nel 2014, ne parlava così:
"[È] un tipo di educazione fisica che usa il movimento involontario. Quindi, dovreste considerarlo un mezzo per ripristinare la resilienza del corpo. Non è certamente una forma di "misticismo orientale". Non c'è nulla di straordinario nel Katsugen Undo. È semplicemente la manifestazione di un lavoro interno che tutti gli esseri umani hanno in origine.”
In altre parole, come specifica Itsuo Tsuda: "Esistono due forme di Movimento rigeneratore, la prima che esiste di fatto in tutti gli individui, sotto forma di reazioni naturali dell'organismo, come: sbadigli, starnuti, agitazione durante il sonno, ecc.; l'altra, la cui formula è stata sviluppata mezzo secolo fa dal Maestro Haruchika Noguchi."
Haruchika Noguchi ha quindi sviluppato un metodo per praticare una ginnastica che ha il compito di allenare questo sistema involontario. Questa pratica è pienamente in linea con la sua concezione del Seitai, in quanto dovrebbe consentire al corpo di riequilibrarsi da solo. Gli esercizi tecnici preliminari di questa pratica mirano a mettere il corpo in uno stato di ricettività ai propri bisogni: "Uno non esegue il movimento rigeneratore. È lui che scatta, rispondendo alle necessità del corpo."

## Il Seitai in Occidente
Il Katsugen undō è stato introdotto in Europa da Itsuo Tsuda negli anni '70. Quest'ultimo fu all'origine di molti gruppi di Movimento rigeneratore (Katsugen Kai), in Asia (Tokyo, Seul, Busan) e in Europa (Parigi, Ginevra, Madrid, Bruxelles, Ibiza, Roma, Milano, Londra).
In tempi successivi, altri insegnanti si sono stabiliti in Francia e insegnano il Seitai della linea di Kuniaki Imoto, anche lui allievo di Haruchika Noguchi.